# 橫間站
橫間站（日语：／ Yokoma eki */?）是位於岩手縣八幡平市打田內104番，東日本旅客鐵道（JR東日本）的花輪線車站。

## 歷史
- 1966年（昭和41年）11月1日：日本國有鐵道（國鐵）開設此站，當時車站位於二戶郡安代町（日语：安代町）。
- 1987年（昭和62年）4月1日：伴隨國鐵分割民營化，車站由東日本旅客鐵道（JR東日本）營運。
- 2018年（平成30年）6月1日：隨著大更站改為業務委託車站，此站改由盛岡站管理。

## 車站構造
車站是一座地面車站，設有1面1線的單式月台。在車站上設有候車室。
此站是由盛岡站管理的無人車站。

## 車站周邊
車站周邊為田園地帶。

## 相鄰車站
東日本旅客鐵道（JR東日本）
■花輪線
荒屋新町－橫間－田山

## 注腳
1. 1 2  . JR東日本. 東日本旅客鐵道. 2020年11月14日  [2020年11月14日] （日语）.

## 外部連結
- 車站資訊（橫間）：東日本旅客鐵道（日語）